# Пронский район
Про́нский райо́н — административно-территориальная единица (район) и муниципальное образование (муниципальный район) на западе Рязанской области России.
Административный центр — посёлок городского типа Пронск. Крупнейший насёленный пункт — город Новомичуринск.

## География
Площадь района — 1070 км². Основные реки — Проня, Кердь, Истья.

## История
Центр района — посёлок Пронск — расположен на реке Проня (приток Оки) в 69 км к югу от Рязани. Впервые упомянут в летописи под 1131 годом. Был центром удельного княжества, в 1237 году был разорен татаро-монголами. В XV веке был присоединён к Рязанскому княжеству, вместе с которым в 1-й четверти XVI века вошёл в состав Русского централизованного государства. В 1541 году Пронск выдержал осаду войск Крымского ханства. В 1708 году был включен в Московскую губернию, а с 1778 года стал уездным городом Рязанского наместничества, с 1796 года Рязанской губернии.
Территория, на которой расположен современный район, после упразднения деления на волости, уезды и губернии входила в состав Центрально-Промышленной области, с 3 июня 1929 года область была переименована в Московскую. 12 июля 1929 года в составе области был образован Рязанский округ (один из 10), в составе округа был выделен и Пронский район (один из 27). В его состав вошли следующие сельсоветы:
- из Рязанского уезда:
  - из Тырновской волости: Абакумовский, Болотовский, Воскресенский, Выропаевский, Гагинский, Последовский, Тырновский, Чулковский
- из Скопинского уезда:
  - из Ерлинской волости: Булычевский, Дубовский, Маклаковский, Мамоновский
  - из Пронской волости: Альютовский, Архангельский, Берёзовский, Больше-Сельский, Возрожденский, Гнило-Медовский, Денисовский, Дурновский, Елшинский, Кареевский, Кисьвянский, Котовский, Красновский, Кулаковский, Николо-Бычковский, Новоникольский, Панкинский, Пахомовский, Плотно-Пушкарский, Погореловский, Пронский, Ржавский, Рудневский, Саларевский, Семеновский, Староникольский, Старострелецкий, Телятниковский, Юмашевский, Яблоневский.

30 июля 1930 года Рязанский округ был упразднён и район отошёл в прямое подчинение Мособлисполкому.
21 июля 1931 года из Скопинского района в Пронский были переданы Высоковский, Гремячевский, Ильинский, Моховский, Никольский, Рождественский и Чижовский с/с. При этом Никольский с/с был переименован в Никольско-Скопинский.
26 мая 1936 года Саларевский с/с был передан в Чапаевский район.
В соответствии с постановлением от 26 сентября 1937 года из Московской области были выделены Тульская и Рязанская области. Пронский район вошёл в состав вновь образованной Рязанской области. С 1963 года по 1965 годы, во время неудавшейся всесоюзной реформы по делению на сельские и промышленные районы и парторганизации, в соответствии с решениями ноябрьского (1962 года) пленума ЦК КПСС «о перестройке партийного руководства народным хозяйством», район в числе многих в СССР был временно упразднён (укрупнён).
В результате муниципальной реформы 2006 года на территории 12 сельских округов — Альютовского (центр — д. Альютово), Берёзовского (с. Берёзово), Большесельского (с. Большое Село), Кисьвянского (с. Кисьва), Маклаковского (с. Маклаково), Малинищинского (с. Малинищи), Мамоновского (д. Мамоново), Октябрьского (с. Октябрьское), Орловского (п. Орловский), Погореловского (п. Погореловский), Семенского (с. Семенск), Тырновского (с. Тырново) — были образованы 6 сельских поселений.

## Население
| 1939    | 1959    | 1970    | 1979    | 1989    | 2002    | 2009    | 2010    | 2012    |
| ------- | ------- | ------- | ------- | ------- | ------- | ------- | ------- | ------- |
| 53 676  | ↘26 373 | ↘20 739 | ↗30 849 | ↗34 527 | ↘34 467 | ↘33 154 | ↘31 393 | ↘31 094 |
| 2013    | 2014    | 2015    | 2016    | 2017    | 2018    | 2019    | 2020    | 2021    |
| ↘30 836 | ↘30 565 | ↘30 444 | ↘30 086 | ↘29 767 | ↘29 212 | ↘28 655 | ↘28 427 | ↗30 377 |
| 2023    | 2024    | 2025    |         |         |         |         |         |         |
| ↘30 144 | ↘29 852 | ↘29 510 |         |         |         |         |         |         |

### Урбанизация
Городское население (город Новомичуринск и посёлок городского типа Пронск) составляет 72,89 % населения района.

### Национальный состав
По итогам переписи населения 2020 года проживали следующие национальности (национальности менее 0,1 % и другое, см. в сноске к строке «Другие»):
| Национальность | Численность, чел. | Доля     |
| -------------- | ----------------- | -------- |
| Русские        | 28 562            | 94,03 %  |
| Турки          | 277               | 0,91 %   |
| Мордва         | 143               | 0,47 %   |
| Чеченцы        | 138               | 0,45 %   |
| Украинцы       | 137               | 0,45 %   |
| Армяне         | 130               | 0,43 %   |
| Узбеки         | 116               | 0,38 %   |
| Таджики        | 110               | 0,36 %   |
| Татары         | 73                | 0,24 %   |
| Молдаване      | 57                | 0,19 %   |
| Немцы          | 48                | 0,16 %   |
| Азербайджанцы  | 32                | 0,11 %   |
| Другие         | 554               | 1,82 %   |
| Итого          | 30 377            | 100,00 % |

## Территориальное устройство
В рамках административно-территориального устройства, Пронский район включает 1 город районного значения, 1 посёлок городского типа и 6 сельских округов.
В рамках организации местного самоуправления, муниципальный район делится на 8 муниципальных образований, в том числе 2 городских и 6 сельских поселений.
| № | Муниципальное образование           | Административный центр | Количество населённых пунктов | Население (чел.) | Площадь (км²) |
| - | ----------------------------------- | ---------------------- | ----------------------------- | ---------------- | ------------- |
| 1 | Новомичуринское городское поселение | город Новомичуринск    | 1                             | ↘16 752          | 26,11         |
| 2 | Пронское городское поселение        | рабочий посёлок Пронск | 1                             | ↗4757            | 90,69         |
| 3 | Малинищинское сельское поселение    | село Малинищи          | 6                             | ↗1140            | 105,08        |
| 4 | Мамоновское сельское поселение      | деревня Мамоново       | 13                            | ↗1055            | 112,54        |
| 5 | Октябрьское сельское поселение      | село Октябрьское       | 5                             | ↗1622            | 142,88        |
| 6 | Орловское сельское поселение        | посёлок Орловский      | 12                            | ↗916             | 139,05        |
| 7 | Погореловское сельское поселение    | посёлок Погореловский  | 21                            | ↗2515            | 209,80        |
| 8 | Тырновское сельское поселение       | село Тырново           | 17                            | ↗1476            | 242,99        |

## Населённые пункты
В Пронском районе 76 населённых пунктов, в том числе 2 городских (пгт и город) и 74 сельских.
| №  | Населённый пункт      | Тип     | Население | Муниципальное образование           |
| -- | --------------------- | ------- | --------- | ----------------------------------- |
| 1  | Абакумово             | село    | ↘141      | Тырновское сельское поселение       |
| 2  | Альютово              | деревня | ↘250      | Тырновское сельское поселение       |
| 3  | Антипино              | деревня | 0         | Орловское сельское поселение        |
| 4  | Бакланово             | деревня | 112       | Погореловское сельское поселение    |
| 5  | Береговая Погореловка | село    | ↗499      | Погореловское сельское поселение    |
| 6  | Березово              | село    | ↘242      | Орловское сельское поселение        |
| 7  | Биркиновка            | деревня | 2         | Мамоновское сельское поселение      |
| 8  | Болотово              | деревня | ↘2        | Тырновское сельское поселение       |
| 9  | Большое Село          | село    | ↘71       | Погореловское сельское поселение    |
| 10 | Бриницы               | деревня | 0         | Мамоновское сельское поселение      |
| 11 | Булычево              | село    | ↘30       | Мамоновское сельское поселение      |
| 12 | Бучалы                | деревня | 12        | Малинищинское сельское поселение    |
| 13 | Верхнее Салыково      | деревня | 0         | Погореловское сельское поселение    |
| 14 | Возрожденье           | деревня | 10        | Мамоновское сельское поселение      |
| 15 | Воронки               | посёлок | 6         | Мамоновское сельское поселение      |
| 16 | Воскресенка           | село    | ↘17       | Тырновское сельское поселение       |
| 17 | Восточный             | посёлок | 211       | Октябрьское сельское поселение      |
| 18 | Выропаево             | деревня | 0         | Тырновское сельское поселение       |
| 19 | Вязовка               | деревня | 0         | Мамоновское сельское поселение      |
| 20 | Гагино                | деревня | 6         | Тырновское сельское поселение       |
| 21 | Гниломедово           | деревня | ↘40       | Погореловское сельское поселение    |
| 22 | Горохово              | деревня | 6         | Октябрьское сельское поселение      |
| 23 | Гремучий              | посёлок | 2         | Орловское сельское поселение        |
| 24 | Гремяки               | село    | ↘420      | Малинищинское сельское поселение    |
| 25 | Давыдово              | деревня | 0         | Орловское сельское поселение        |
| 26 | Денисово              | деревня | 150       | Погореловское сельское поселение    |
| 27 | Добрая Слобода        | деревня | 2         | Малинищинское сельское поселение    |
| 28 | Дубовое               | деревня | 10        | Погореловское сельское поселение    |
| 29 | Дурышкино             | деревня | 0         | Орловское сельское поселение        |
| 30 | Елизаветино           | деревня | 5         | Погореловское сельское поселение    |
| 31 | Елшино                | село    | ↘94       | Тырновское сельское поселение       |
| 32 | Ивашково              | деревня | 12        | Погореловское сельское поселение    |
| 33 | Кареево               | деревня | ↘33       | Орловское сельское поселение        |
| 34 | Карповское            | село    | ↘9        | Малинищинское сельское поселение    |
| 35 | Кисьва                | село    | ↘393      | Погореловское сельское поселение    |
| 36 | Кошелево              | деревня | 0         | Мамоновское сельское поселение      |
| 37 | Красное               | село    | ↘49       | Тырновское сельское поселение       |
| 38 | Красный Колодец       | посёлок | 21        | Мамоновское сельское поселение      |
| 39 | Кулаково              | деревня | ↘3        | Тырновское сельское поселение       |
| 40 | Ланинка               | деревня | 18        | Погореловское сельское поселение    |
| 41 | Маклаково             | село    | ↘621      | Погореловское сельское поселение    |
| 42 | Малинищи              | село    | ↘691      | Малинищинское сельское поселение    |
| 43 | Мамоново              | деревня | ↗752      | Мамоновское сельское поселение      |
| 44 | Марфина Слобода       | деревня | 6         | Малинищинское сельское поселение    |
| 45 | Мичуровка             | деревня | 2         | Мамоновское сельское поселение      |
| 46 | Молодки               | деревня | 6         | Орловское сельское поселение        |
| 47 | Мосток                | деревня | 2         | Погореловское сельское поселение    |
| 48 | Новики                | деревня | 3         | Тырновское сельское поселение       |
| 49 | Новомичуринск         | город   | ↘16 752   | Новомичуринское городское поселение |
| 50 | Озерки                | посёлок | 3         | Тырновское сельское поселение       |
| 51 | Октябрьское           | село    | ↘961      | Октябрьское сельское поселение      |
| 52 | Орловский             | посёлок | 402       | Орловское сельское поселение        |
| 53 | Панкино               | село    | ↘9        | Погореловское сельское поселение    |
| 54 | Пахомово              | село    | ↘11       | Орловское сельское поселение        |
| 55 | Петровка              | село    | 5         | Погореловское сельское поселение    |
| 56 | Плоское               | деревня | 0         | Орловское сельское поселение        |
| 57 | Погореловский         | посёлок | 393       | Погореловское сельское поселение    |
| 58 | Поповка               | деревня | 2         | Тырновское сельское поселение       |
| 59 | Последово             | село    | ↘15       | Тырновское сельское поселение       |
| 60 | Последовский Хутор    | деревня | 0         | Тырновское сельское поселение       |
| 61 | Пронск                | пгт     | ↗4757     | Пронское городское поселение        |
| 62 | Ржавск                | деревня | 0         | Погореловское сельское поселение    |
| 63 | Роскино               | деревня | 13        | Мамоновское сельское поселение      |
| 64 | Руднево               | село    | ↘41       | Орловское сельское поселение        |
| 65 | Семенск               | село    | ↘168      | Октябрьское сельское поселение      |
| 66 | Синь                  | посёлок | 179       | Мамоновское сельское поселение      |
| 67 | Скучаловка            | деревня | 27        | Погореловское сельское поселение    |
| 68 | Студенец              | деревня | ↘0        | Погореловское сельское поселение    |
| 69 | Телятники             | село    | ↘3        | Октябрьское сельское поселение      |
| 70 | Терновая Погореловка  | деревня | 27        | Погореловское сельское поселение    |
| 71 | Тырново               | село    | ↘892      | Тырновское сельское поселение       |
| 72 | Филимоново            | деревня | 1         | Тырновское сельское поселение       |
| 73 | Хохлаво               | деревня | 4         | Погореловское сельское поселение    |
| 74 | Чулково               | село    | ↘1        | Тырновское сельское поселение       |
| 75 | Юмашево               | деревня | 9         | Мамоновское сельское поселение      |
| 76 | Яблонево              | село    | ↘14       | Орловское сельское поселение        |

## Транспорт
В районе действуют 10 пригородных автобусных маршрутов и 4 междугородних.

## Галерея

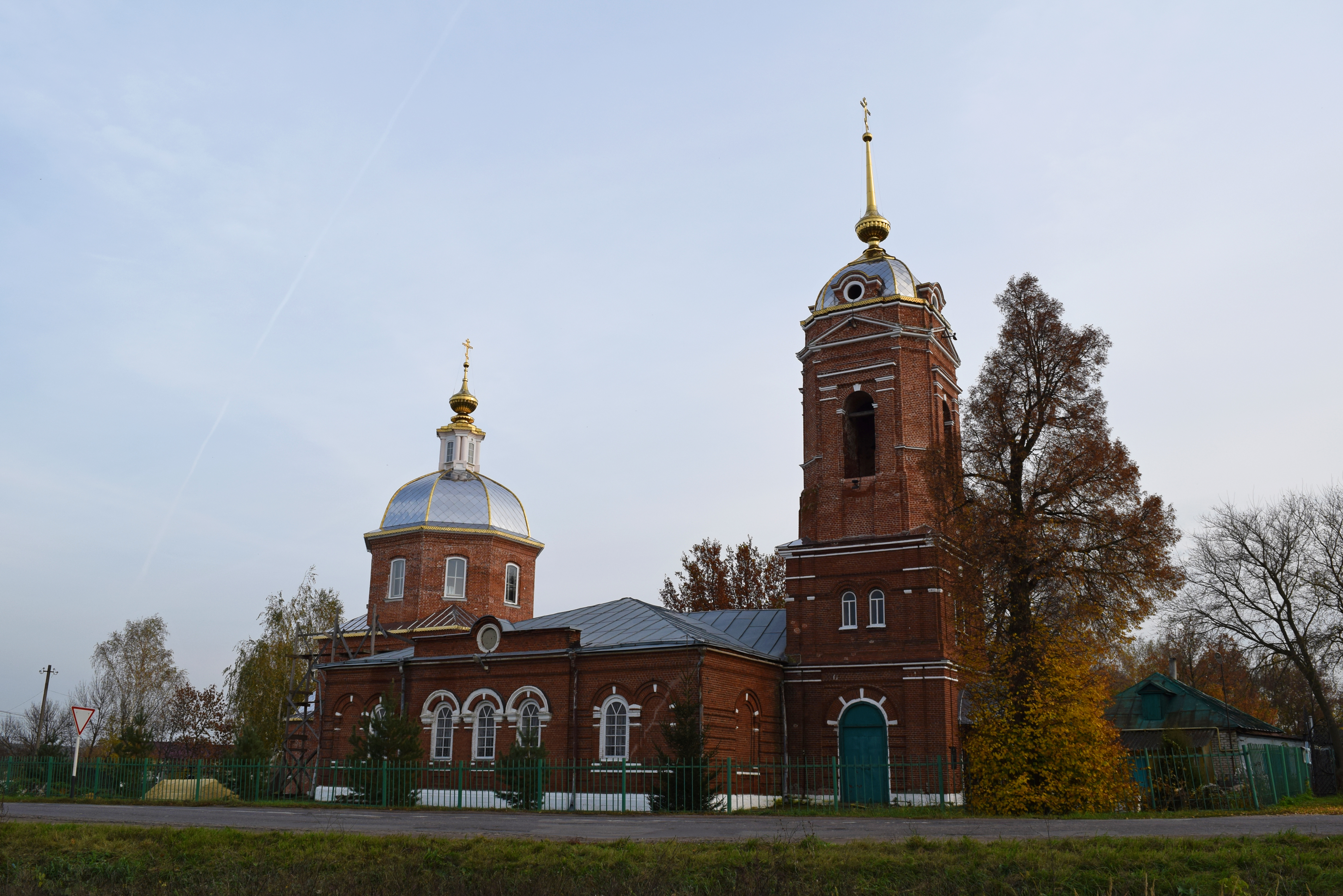
Архангельская церковь (п. Пронск)
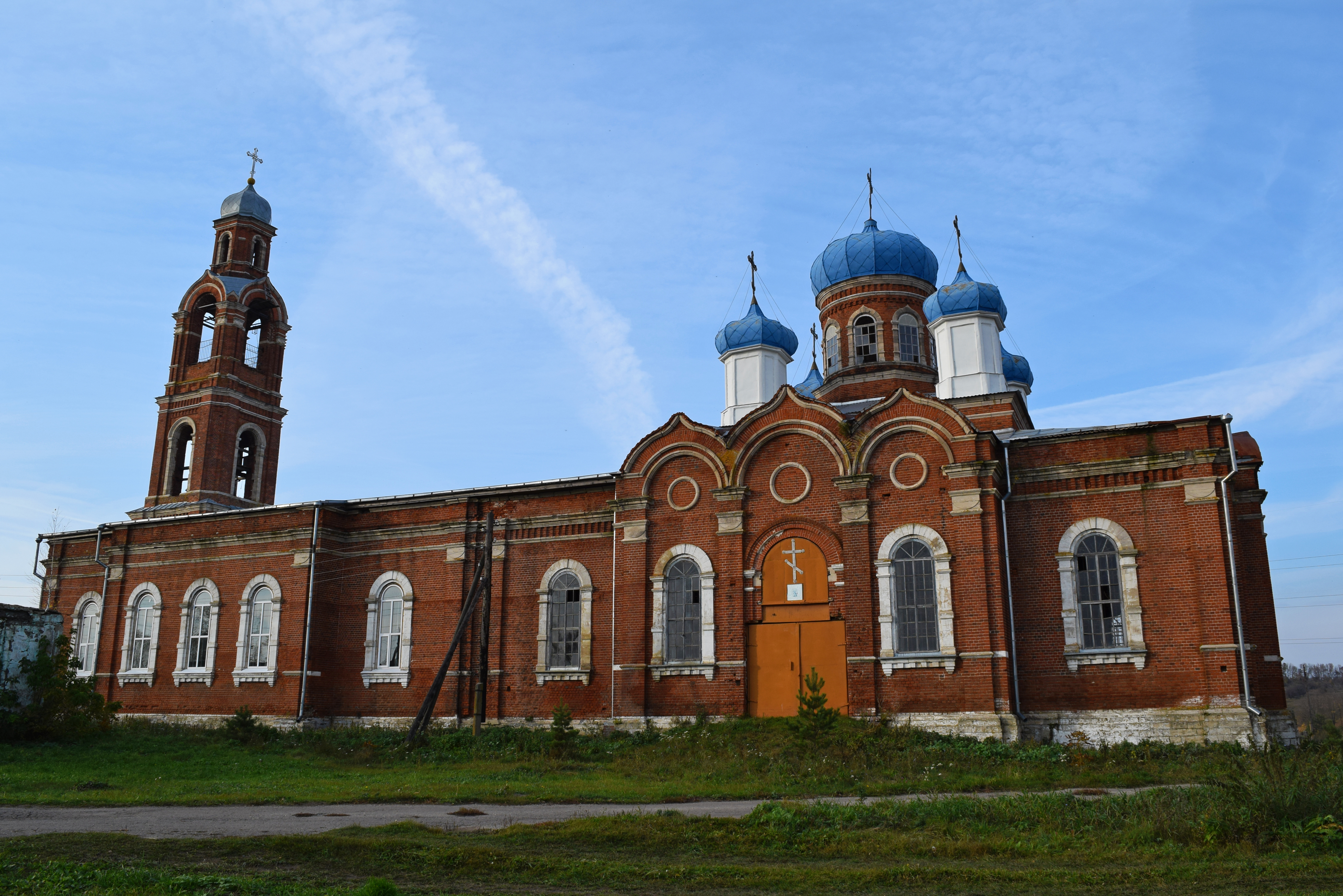
Никольская церковь (с. Октябрьское)
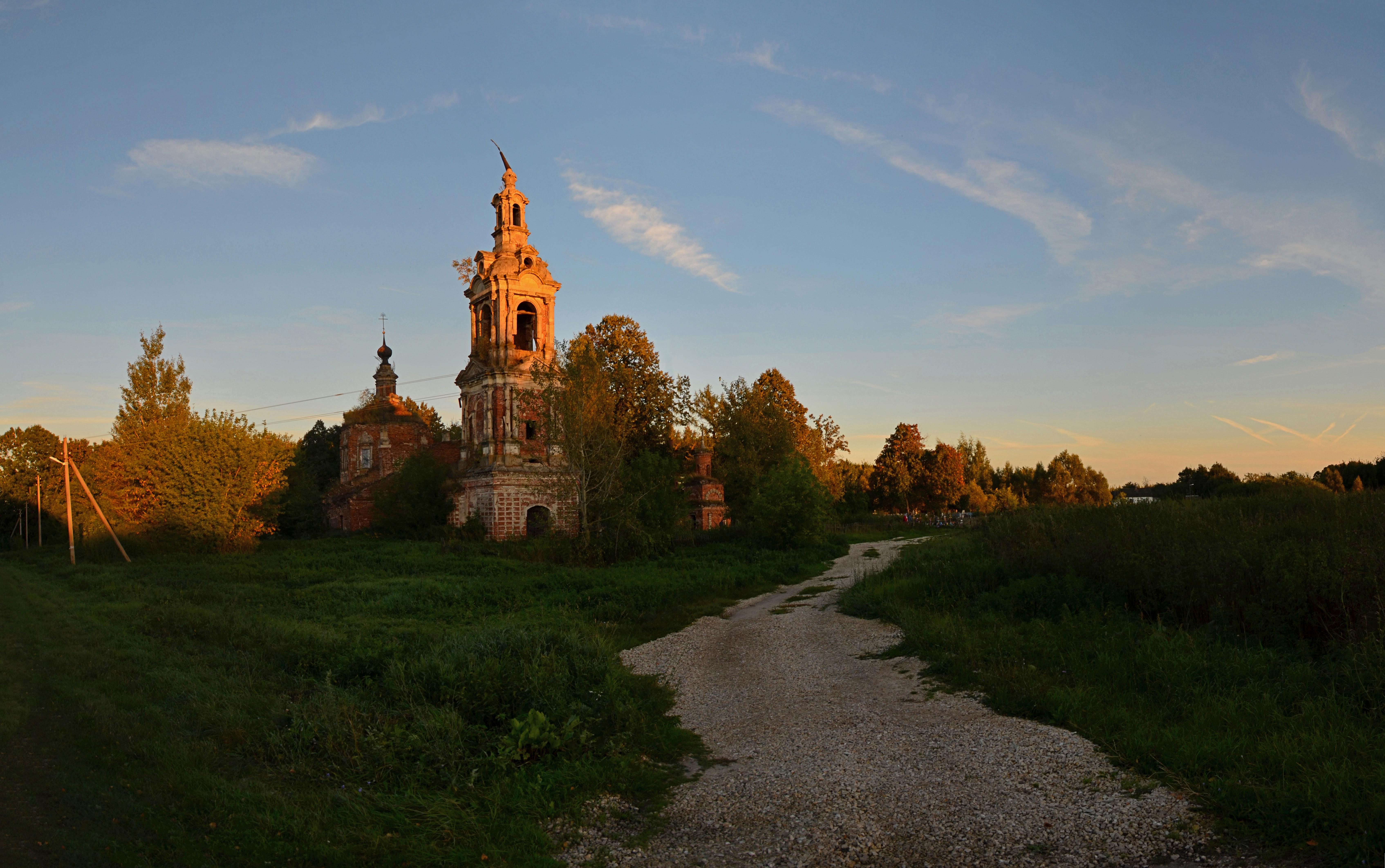
Константиновская церковь (Большое Село)

## Люди, связанные с районом
- Дьячкова Тамара Васильевна (1939), полный кавалер ордена Трудовой Славы, оператор свиноводческого комплекса совхоза «Пионер» Пронского района
- Грузинцева Анна Петровна (1933—2021) — почётный гражданин Пронского района, почётный гражданин рабочего посёлка Пронск, директор Пронского народного краеведческого музея[32]